# Schuhmacher (Haidgau)
Schuhmacher ist eine Einzelsiedlung auf der Gemarkung Haidgau von Bad Wurzach im Landkreis Ravensburg.

## Lage
Dei Einöde Schuhmacher liegt auf dem Haisterkircher Rückens, im Naturraum Riß-Aitrach-Platten (Naturraum-Nr. 41), welcher Teil der Großlandschaft Donau-Iller-Lech-Platte (Großlandschaft-Nr. 4) ist.
Geografisch befindet sich Schuhmacher etwa:
- 330 m nördlich von Göglers
- 500 m östlich vom Winterbrandhof
- 700 m nördlich von Haidgau
- 700 m südlich von Rotenhäusler
- 800 m westlich von Kramers
- 1,4 km südlich von der Kapelle St. Sebastiane
- 2,6 km südöstlich von Haisterkirch[2]

Die Einöde liegt im Gewässereinzugsgebiet der Aitrach. Etwa 800 m westlich von Göglers treffen die Einzugsgebiete der Osterhofer Ach, des Wengener Mühlbachs (einem Nebenfluss der Aitrach) und der Osterhofer Ach zusammen.

## Verkehrsanbindung
Schuhmacher ist über einen Gemeindeverbindungsweg über Göglers nach Haidgau an die Landesstraße L 300 in Haidgau an das Straßennetz angebunden. Die L 300 verläuft von Haisterkirch (Nordwesten) über Harzers nach Haidgau (Südosten).
Alternativ kann man nach osten über den Winterbrandhof und Gores ebenfalls die L 300 am Haidgauer Berg erreichen.

### Öffentlicher Personennahverkehr
Die nächstgelegene Bushaltestelle, Bad Wurzach Haidgau Schule, liegt etwa 800 m südlich von Schuhmacher. Der nächste Bahnhaltepunkt ist in Bad Waldsee. Dieser ist mit dem Pkw etwa 6,8 km und mit dem Fahrrad (über St. Sebastiane) ca. 9,3 km entfernt.

### Radverkehr
In Göglers selbst gibt es keine Radwege oder Gehwege. Die nächste Anbindung an das RadNETZ BW ist bei Haisterkirch. Laut Radroutenplaner beträgt die Strecke dorthin über St. Sebastiane 3,8 km, wobei 42 Höhenmeter bergauf und 130 Höhenmeter bergab zu überwinden sind.
Alternativ kann man über Winterbrandhof und Gores auf die L 300 fahren.